# Louise Lake-Tack
Lady Louise Agnetha Lake-Tack (født 26. juli 1944) er en sygeplejerske og jurist fra Antigua og Barbuda, der var Antigua og Barbudas 3. generalguvernør fra 2007 til 2014. Hun var den første kvinde, der blev generalguvernør i Antigua og Barbuda.